# 埃爾斯佩巴赫河
51°8′39.69″N 8°1′16.74″E / 51.1443583°N 8.0213167°E
埃爾斯佩巴赫河（德語：Elspebach），是德國的河流，位於該國西部，流經北萊茵-威斯特法倫州，屬於萊內河的右支流，河道全長12.1公里，流域面積42.5平方公里。